# 肯尼思 (印地安納州)
肯尼思（英語：Kenneth）是位於美國印地安納州卡斯縣的一個非建制地區。該地的面積和人口皆未知。

## 地理
肯尼思的座標為40°45′40″N 86°28′23″W / 40.76111°N 86.47306°W，而該地的平均海拔高度為198米（即650英尺）。